# デュワグM/N形電車
M形およびN形は、ドイツ（旧：西ドイツ）の鉄道車両メーカーであったデュワグ（DUEWAG）、MAN、アドトランツ（Adtranz）によって製造が行われた連接式路面電車車両である。

## 概要
1951年から製造が行われたデュワグカーと呼ばれる一連の車両や、1969年から製造された改良型のマンハイム形の後継車として開発された車両。従来の丸みを帯びた車体から構造が変更され、1973年から製造が行われたB形電車に類似した角ばった車体が採用されている。低床式の停留所が使用されている併用軌道に加え、高床式プラットホームを有するシュタットバーンでの走行も前提に入れた設計となっている。また、それまで製造されていた路面電車は片運転台・片側扉式が基本となっていたが、M/N形は両運転台・両側扉式を基本としており、終端に方向転換用のループ線が無い路線でも運転が可能である。
制御方式は電子制御（Schützsteuerung、SIMATIC）、サイリスタチョッパ制御（Chopper-Steuerung eingebaut）、チョッパ-インバータ制御あるいはVVVFインバータ制御（Drehstromantrieb）の4種類が製造され、うちミュールハイム/オーバーハウゼン市電が1978年に導入した試作車（202）は西ドイツの路面電車で初めてチョッパ-インバータ制御を採用した車両となった。これらの差異に加え、対応する軌間や編成の違いにより、M/N形は以下の形式に分類される。
| 画像                  | 形式 | 軌間     | 編成        | 制御方式                                   | 備考                             |
| --------------------- | ---- | -------- | ----------- | ------------------------------------------ | -------------------------------- |
| M8C（クレーフェルト） | M6S  | 1,000 mm | 2車体連接車 | 抵抗制御（電磁開閉器使用）                 |                                  |
| M8C（クレーフェルト） | M6C  | 1,000 mm | 2車体連接車 | サイリスタチョッパ制御                     |                                  |
| M8C（クレーフェルト） | M6D  | 1,000 mm | 2車体連接車 | チョッパ-インバータ制御                    |                                  |
| M8C（クレーフェルト） | M8S  | 1,000 mm | 3車体連接車 | 抵抗制御（電磁開閉器使用）                 |                                  |
| M8C（クレーフェルト） | M8C  | 1,000 mm | 3車体連接車 | サイリスタチョッパ制御                     |                                  |
| M8C（クレーフェルト） | M8D  | 1,000 mm | 3車体連接車 | チョッパ-インバータ制御 VVVFインバータ制御 |                                  |
| N8C（カッセル）       | N6S  | 1,435 mm | 2車体連接車 | 抵抗制御（電磁開閉器使用）                 |                                  |
| N8C（カッセル）       | N8C  | 1,435 mm | 3車体連接車 | サイリスタチョッパ制御                     |                                  |
| MB4（ビーレフェルト） | MB4  | 1,000 mm | 付随車      |                                            | 1999年に製造された増結用付随車。 |

## 運用
1975年にエッセンやビーレフェルトへ最初の車両の導入が始まって以降、西ドイツ（→ドイツ）の11都市へ向けて1999年まで製造が行われた。2000年代以降は超低床電車の普及に加え老朽化が進行した結果各都市で廃車が進む一方、ポーランドやトルコ、ルーマニアなど海外の路面電車への譲渡や、後述の低床化・近代化改造が行われている車両も存在する。
以下の表は、新製時に導入された各都市および各車両の一覧である。
| 都市                                                           | 形式 | 車号      | 導入年           | 備考 |
| -------------------------------------------------------------- | ---- | --------- | ---------------- | --- |
| アウクスブルク (アウクスブルク市電)                            | M8C  | 8001-8012 | 1985             | 4両がポーランド・エルブロンクへ譲渡。 |
| ビーレフェルト (ビーレフェルト・シュタットバーン)              | M8S  | 501-504   | 1976             | 1987-89年にマインツへ譲渡、277-280へ改番。                                                                                                   |
| ビーレフェルト (ビーレフェルト・シュタットバーン)              | M8C  | 516-559   | 1982-1987        | 14両は2013年にポーランド・ウッチへ譲渡。 |
| ビーレフェルト (ビーレフェルト・シュタットバーン)              | M8D  | 560-579   | 994-1995         | |
| ビーレフェルト (ビーレフェルト・シュタットバーン)              | M8D  | 580-585   | 1999             | |
| ビーレフェルト (ビーレフェルト・シュタットバーン)              | MB4  | 511-515   | 1999             | 付随車。 |
| ボーフム、ゲルゼンキルヒェン (ボーフム/ゲルゼンキルヒェン市電) | M6S  | 301-333   | 1976-1977        | 6両がポーランド・ウッチ、4両がドイツ・ミュールハイムへ譲渡。                                                                                 |
| ボーフム、ゲルゼンキルヒェン (ボーフム/ゲルゼンキルヒェン市電) | M6C  | 334-355   | 1981-1982        | 13両がトルコ・ブルサへ譲渡。 |
| ドルトムント (ドルトムント・シュタットバーン)                  | N8C  | 101-154   | 1978-1982        | 49両がポーランド・グダニスクへ譲渡。 詳細は「ドルトムント市電N8C形電車」を参照。                                                             |
| エッセン                                                       | M8S  | 1001-1020 | 1975-1976        | 3両はドイツ・ミュールハイム、9両は2006年にルーマニア・アラド、2両は同年にポーランド・クラクフに譲渡。 詳細は「エッセン市電M8形電車」を参照。 |
| エッセン                                                       | M8C  | 1101-1115 | 1979             | 詳細は「エッセン市電M8形電車」を参照。 |
| エッセン                                                       | M8D  | 1200      | 1980             | 1993年にM8C（1116）に改造。 詳細は「エッセン市電M8形電車」を参照。                                                                           |
| エッセン                                                       | M8C  | 1116-1131 | 1981             | 1984-85年に折り畳みステップを設置、1151–1166に改番。 詳細は「エッセン市電M8形電車」を参照。                                                  |
| エッセン                                                       | M8C  | 1132-1135 | 1982             | 1984-85年に折り畳みステップを設置、1177–1180に改番。 詳細は「エッセン市電M8形電車」を参照。                                                  |
| エッセン                                                       | M8C  | 1171-1176 | 1983             | 詳細は「エッセン市電M8形電車」を参照。 |
| エッセン                                                       | M8C  | 1401-1415 | 1989-1990        | 7両は2018年にルーマニア・ヤシへ譲渡。 詳細は「エッセン市電M8形電車」を参照。                                                                 |
| ハイデルベルク                                                 | M8C  | 251-258   | 1985-1986        | 2011-13年にM8C-NFに改造、車番を3251–3258へ変更。                                                                                             |
| カッセル (カッセル市電)                                        | N8C  | 401-422   | 1981・1986       | 16両はポーランド・グダニスクへ譲渡。 詳細は「カッセル市電N8C形電車」を参照。                                                                 |
| クレーフェルト                                                 | M8C  | 831-850   | 1980-1981        | |
| マインツ (マインツ市電)                                        | M8C  | 271–276   | 1984             | |
| ミュールハイム・アン・デア・ルール (ミュールハイム市電)        | M8S  | 271–276   | 1976             | 電機子チョッパ制御方式（M8C）へ改造。2016年以降3両がポーランド・エルブロンクへ譲渡。                                                         |
| ミュールハイム・アン・デア・ルール (ミュールハイム市電)        | M6S  | 277–281   | 1977-1978        | M6NF-C形へ改造。 |
| ミュールハイム・アン・デア・ルール (ミュールハイム市電)        | M6D  | 282       | 1978             | M6NF-D形へ改造。 |
| ミュールハイム・アン・デア・ルール (ミュールハイム市電)        | M6D  | 283-294   | 1984、1987、1992 | 285はM6NF-D形へ改造。8両はルーマニア・ヤシへ譲渡。                                                                                           |
| ニュルンベルク (ニュルンベルク市電)                            | N6S  | 361-372   | 1976-1977        | 詳細は「ニュルンベルク市電N6形電車」を参照。                                                                                                 |

## 改造

### N8S-NF形、M8C-NF形
1976年から1977年にかけてニュルンベルクに導入されたN6S（2車体連接車）は1992年から1993年にかけて中間に乗降扉付きの低床車体が挿入され、形式名もN8S-NF形に変更された。保存車を除いた11両は2006年以降ポーランド・クラクフに譲渡され、うち5両については片運転台式に改造が行われ制御方式もパワーエレクトロニクス方式に変更されている。
また、ハイデルベルクに導入されたM8Cについても同様に2011年から2013年にかけて中間車体が扉付きの低床車体と交換され、M8C-NF形に形式名が改められている。
| 形式名 | 改造年    | 総数 | 編成        | 軌間    | 全長     | 全高    | 全幅    | 自重  | 最高速度 | 出力  | 定員             | 備考 |
| ------ | --------- | ---- | ----------- | ------- | -------- | ------- | ------- | ----- | -------- | ----- | ---------------- | ---- |
| N8S-NF | 1992-1993 | 12両 | 3車体連接車 | 1,435mm | 26,080mm | 2,300mm | 3,646mm | 35.3t | 70km/h   | 250kw | 207人 (着席46人) |      |

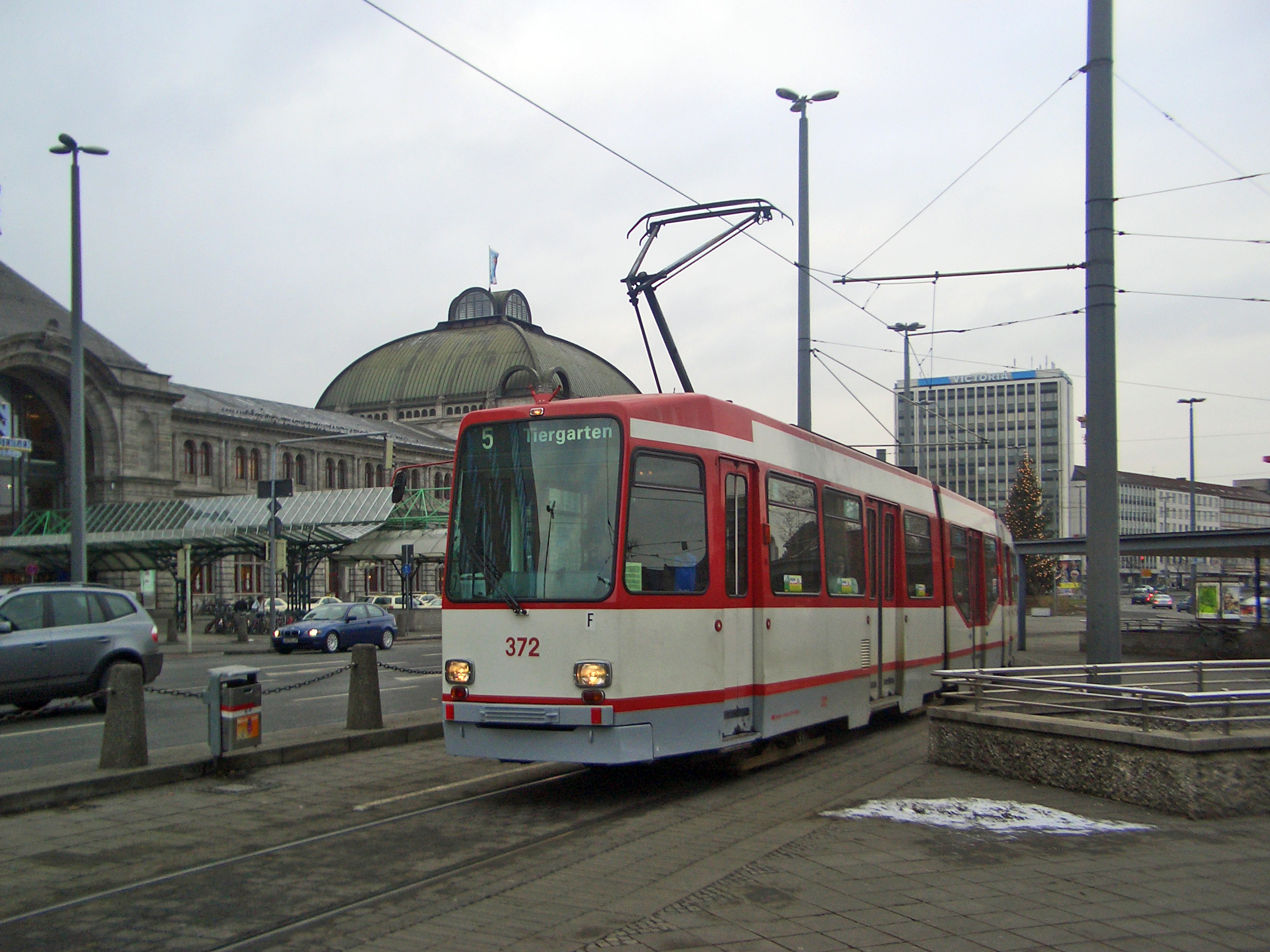
N8S-NF（ニュルンベルク）
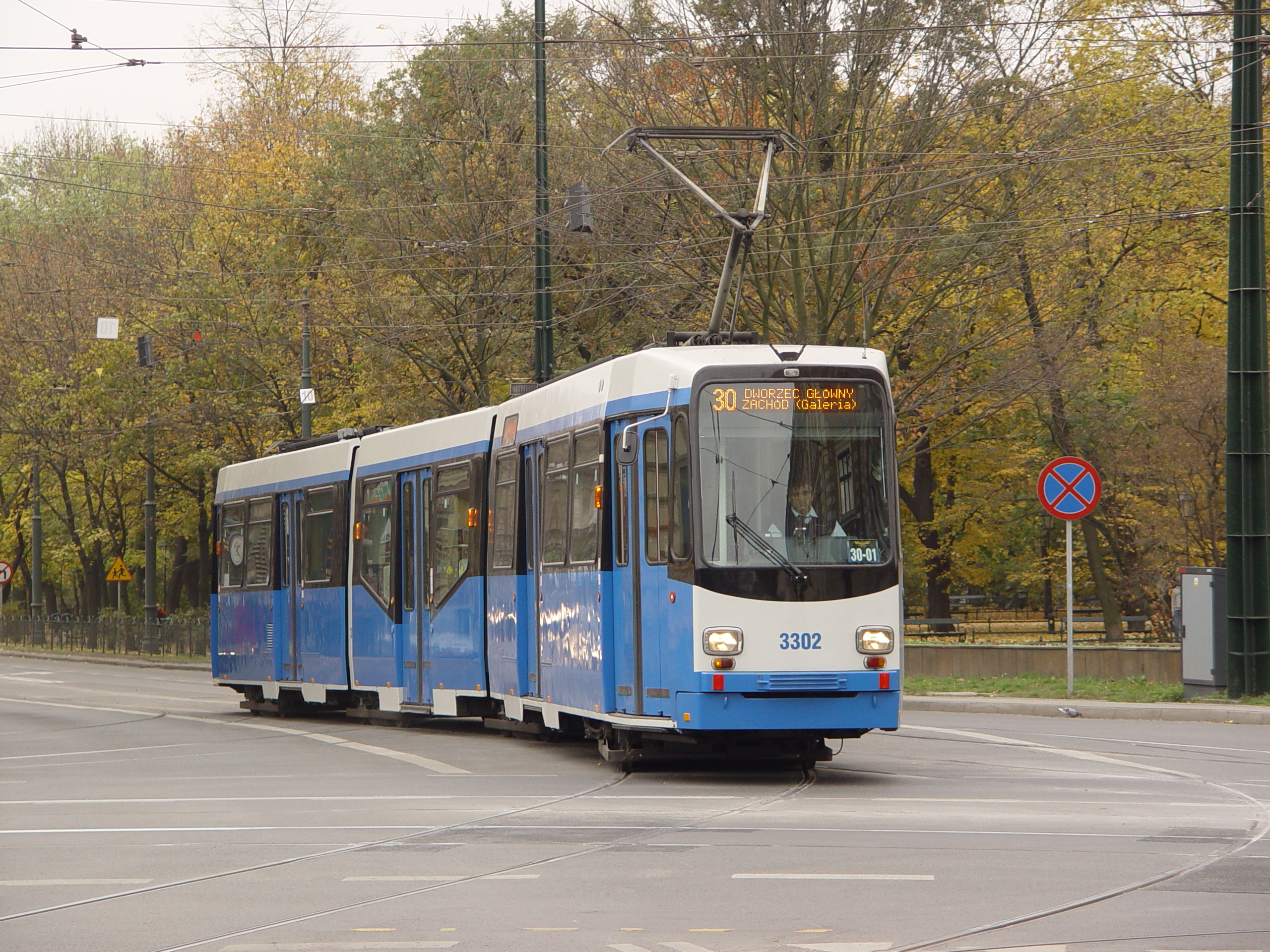
N8S-NF（クラクフ）
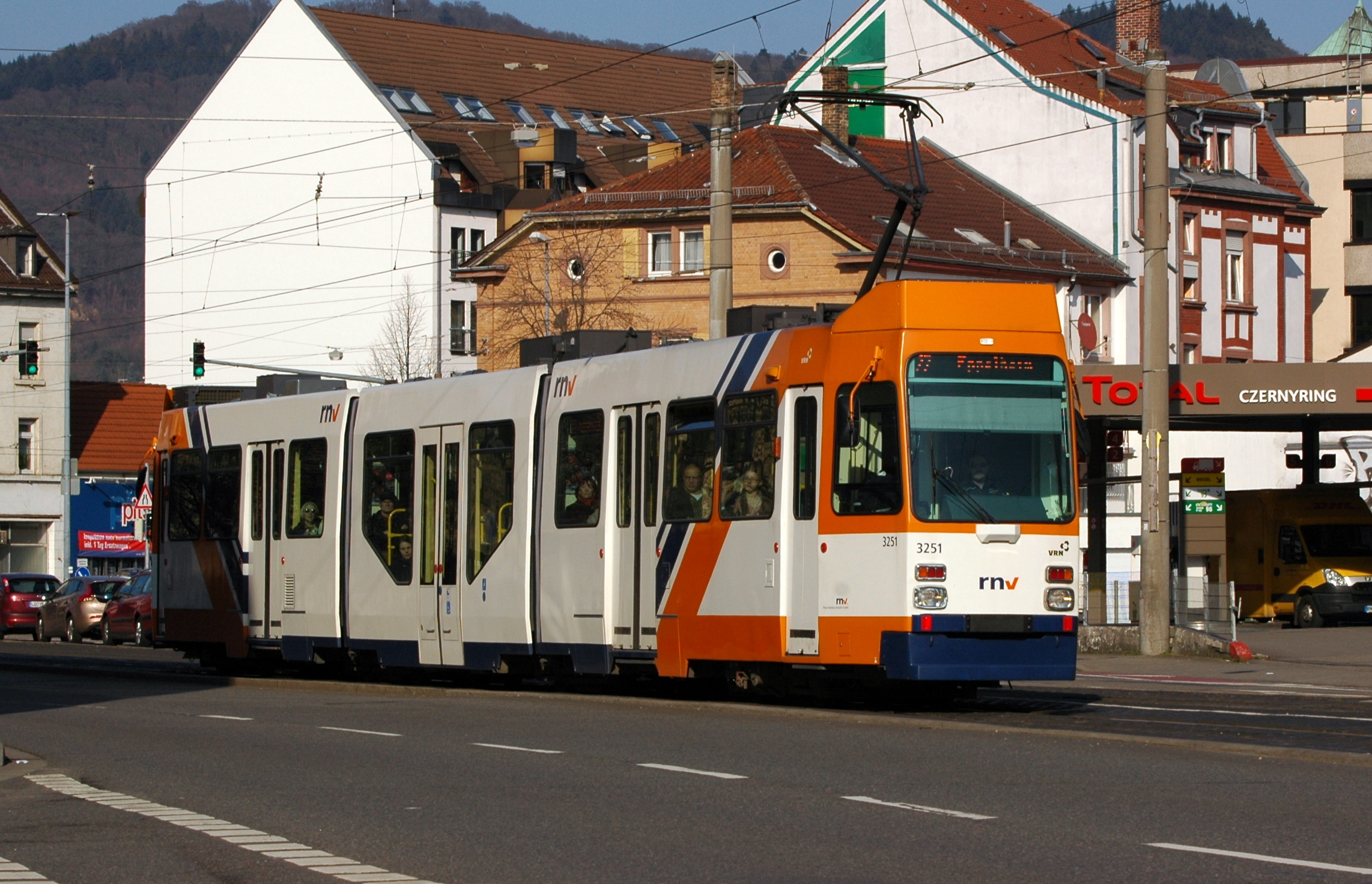
M8C-NF（ハイデルベルク）

### M6NF-C形、M6NF-D形
ミュールハイム・アン・デア・ルールに導入されたM6S・M6D形の一部車両については、車体間の連接台車を撤去した上で2軸の低床車体を挿入したM6NF-C形（←M6S形）、M6NF-D形（←M6D形）への改造が行われている。

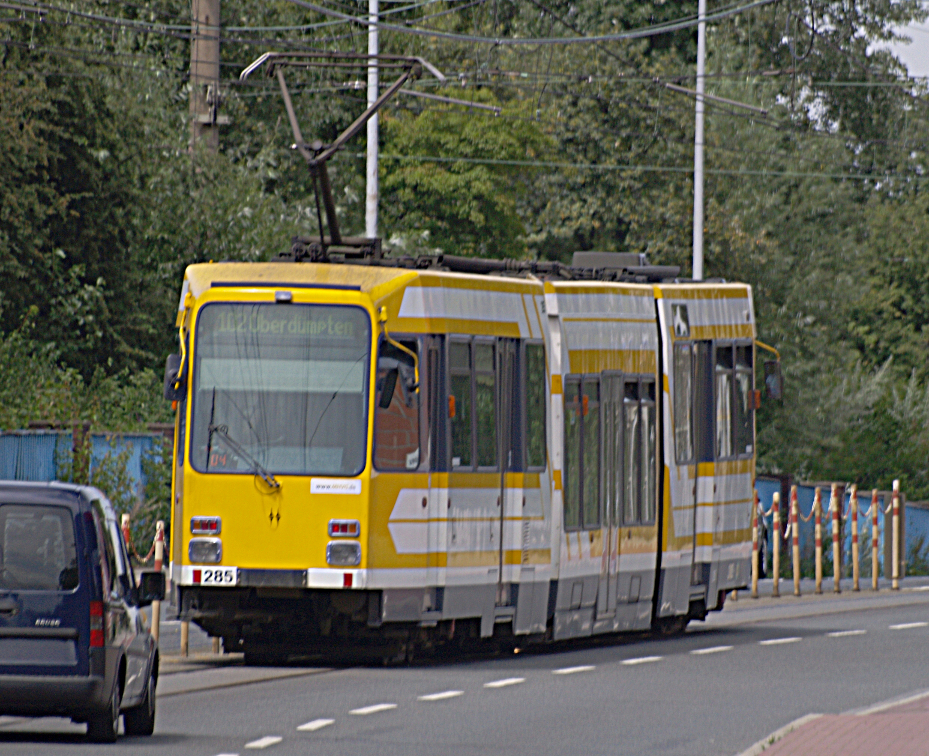
M6NF-D

### モデルス・ベータ（車体更新車）
ポーランドへ譲渡されたM/N形の一部車両は、2009年以降モダトランスで近代化工事を施され、同社が展開する部分超低床電車ブランドであるモデルス・ベータの一部として各都市に導入されている。

#### グダニスク
路線の地下化の進展に伴い2007年以降ドルトムントからグダニスクへ譲渡された車両は、座席の交換、前面の更新および運転台部分の空調装置の搭載、中間車体の低床車体への交換などの改造を施したMF 01（Moderus Beta MF 01）への近代化工事が行われた。営業運転開始は2009年5月19日からで、2012年までに46両が改造された。
また2014年から2015年にかけてカッセルから譲渡された12両に際して、上記に加え車内の冷暖房の追加、照明のLED照明への変更を実施したMF 18（Moderus Beta MF 18）への改造が行われている。
| 形式名 | 改造年    | 総数 | 編成        | 軌間    | 全長     | 全高    | 全幅    | 自重   | 最高速度 | 出力  | 定員             | 備考             |
| ------ | --------- | ---- | ----------- | ------- | -------- | ------- | ------- | ------ | -------- | ----- | ---------------- | ---------------- |
| MF 01  | 2009-2012 | 46両 | 3車体連接車 | 1,435mm | 26,640mm | 2,330mm | 3,650mm | 35.75t | 70km/h   | 300kw | 226人 (着席54人) | 諸元はに基づく。 |

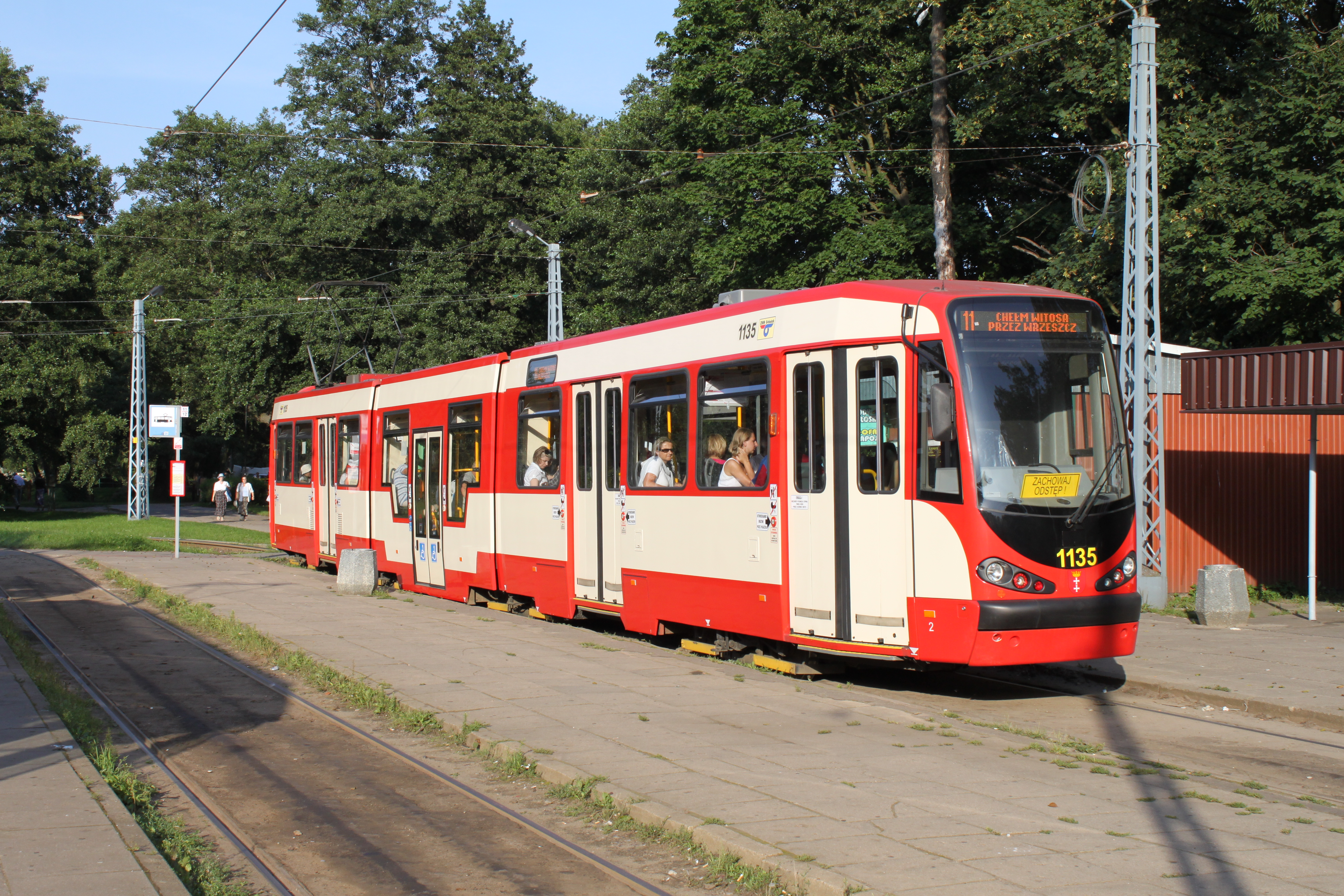
モデルス・ベータ MF 01
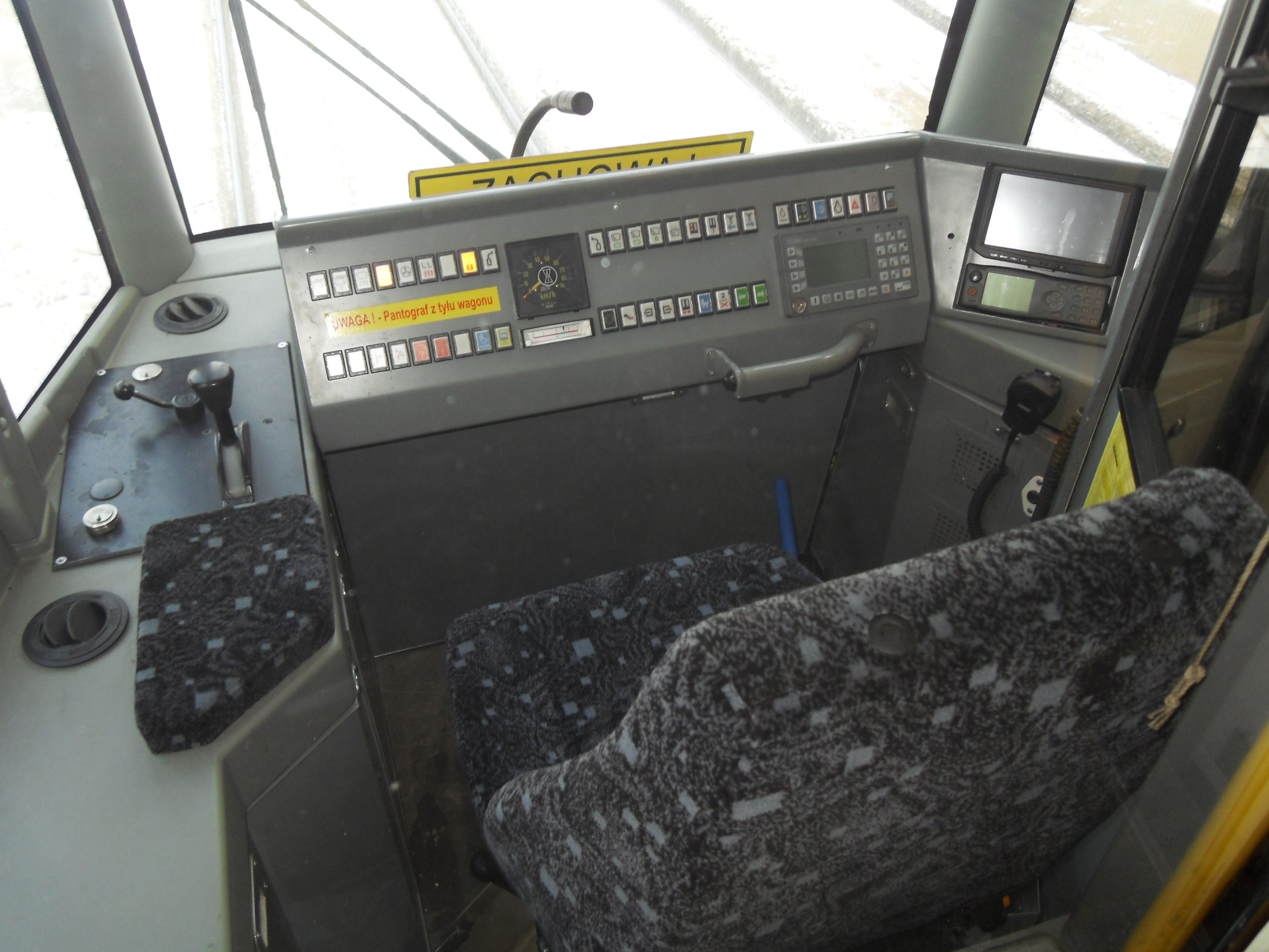
運転台
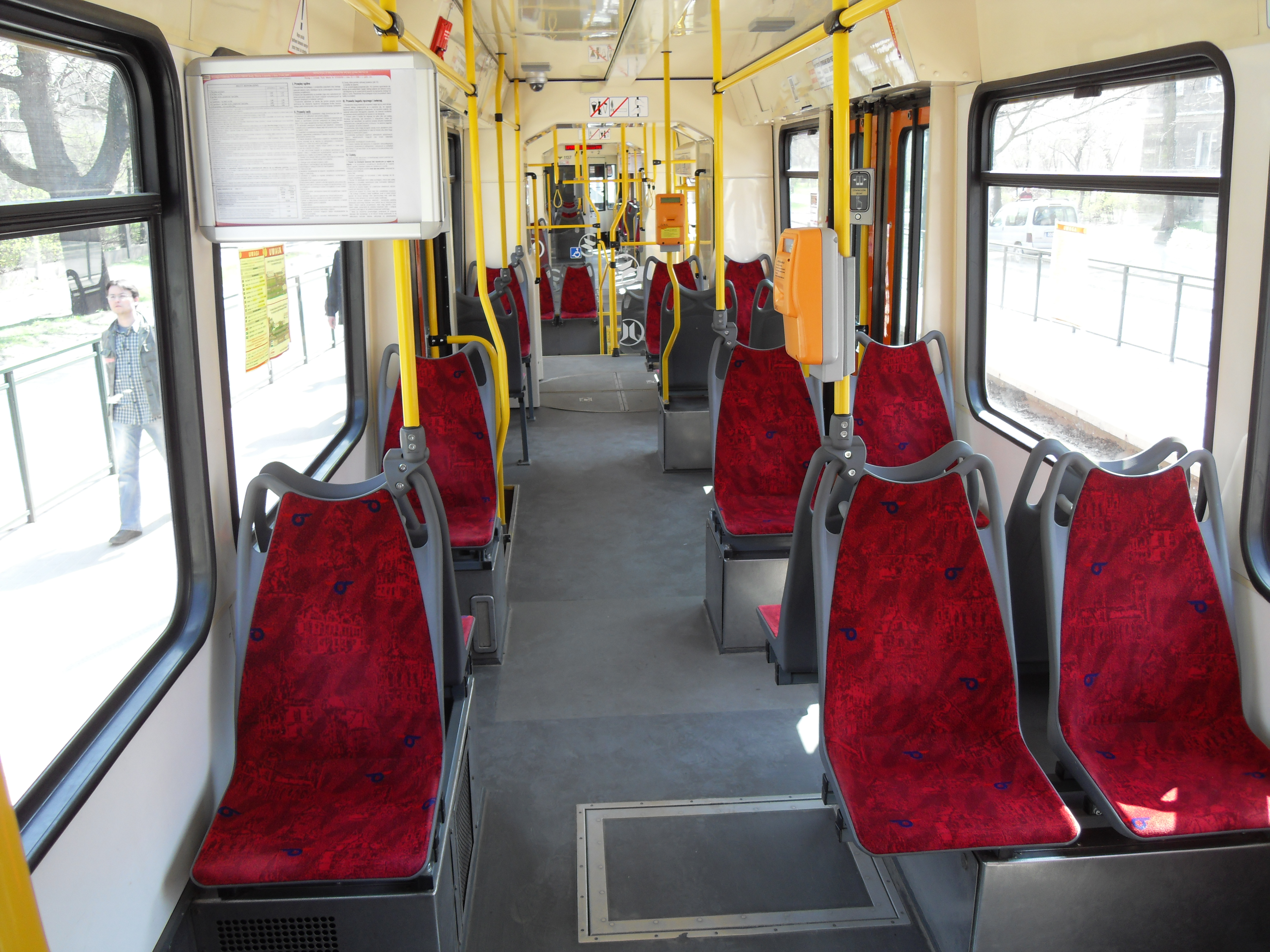
車内

#### エルブロンク
2013年に2両、2014年に1両にアウクスブルク市電（アウクスブルク）からエルブロンク市電（エルブロンク）へ譲渡されたM8Cについてもグダニスク向けの車両と同様の改造が実施され、2013年の譲渡車両はMF 13（Moderus Beta MF 13）、破損していた主電動機を非同期交流電動機に交換した2014年の譲渡車両はMF 14 AC BD（Moderus Beta MF 14 AC BD）という形式名に改められた。

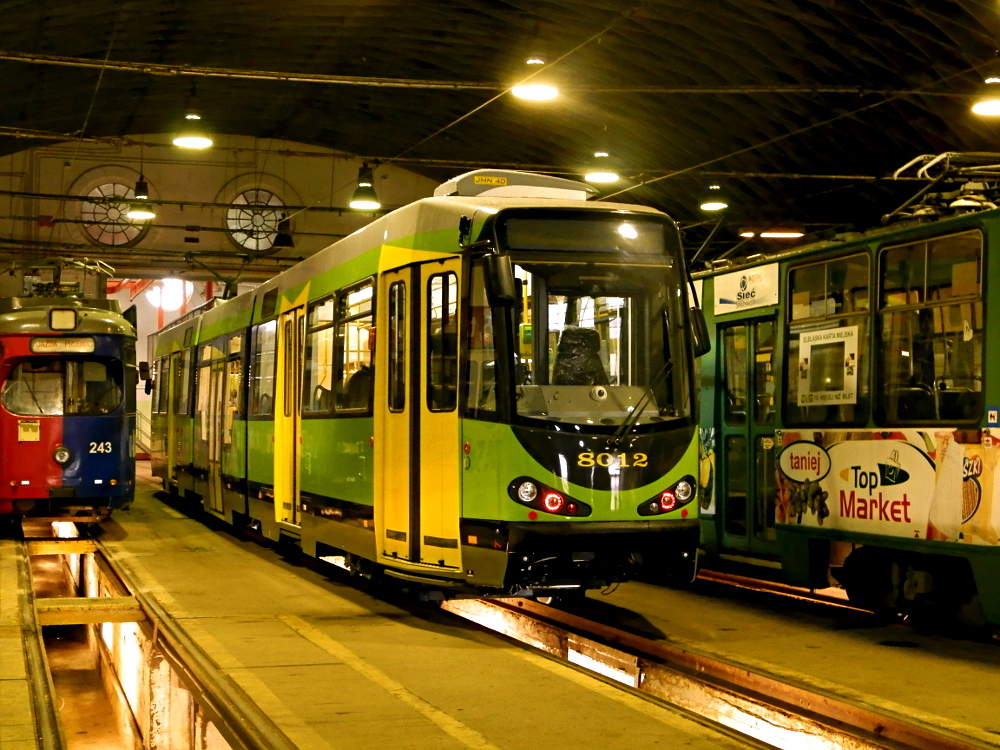
モデルス・ベータ MF 13

### M8CN形
ビーレフェルト・シュタットバーン（ビーレフェルト）からポーランドのウッチ市電（ウッチ）へ譲渡されたM8C形14両について、2015年から2019年にかけて同市電の工場で中間低床車体を含む新製車体への交換、主要機器の更新などの延命・近代化工事が施され、形式名もM8CN形に改められている。
| 形式名 | 改造年    | 総数 | 編成        | 軌間    | 全長 | 全高 | 全幅 | 自重 | 最高速度 | 出力  | 定員             | 備考             |
| ------ | --------- | ---- | ----------- | ------- | ---- | ---- | ---- | ---- | -------- | ----- | ---------------- | ---------------- |
| M8CN   | 2015-2019 | 14両 | 3車体連接車 | 1,000mm | ？   | ？   | ？   | ？   | ？       | 600kw | 169人 (着席54人) | 諸元はに基づく。 |

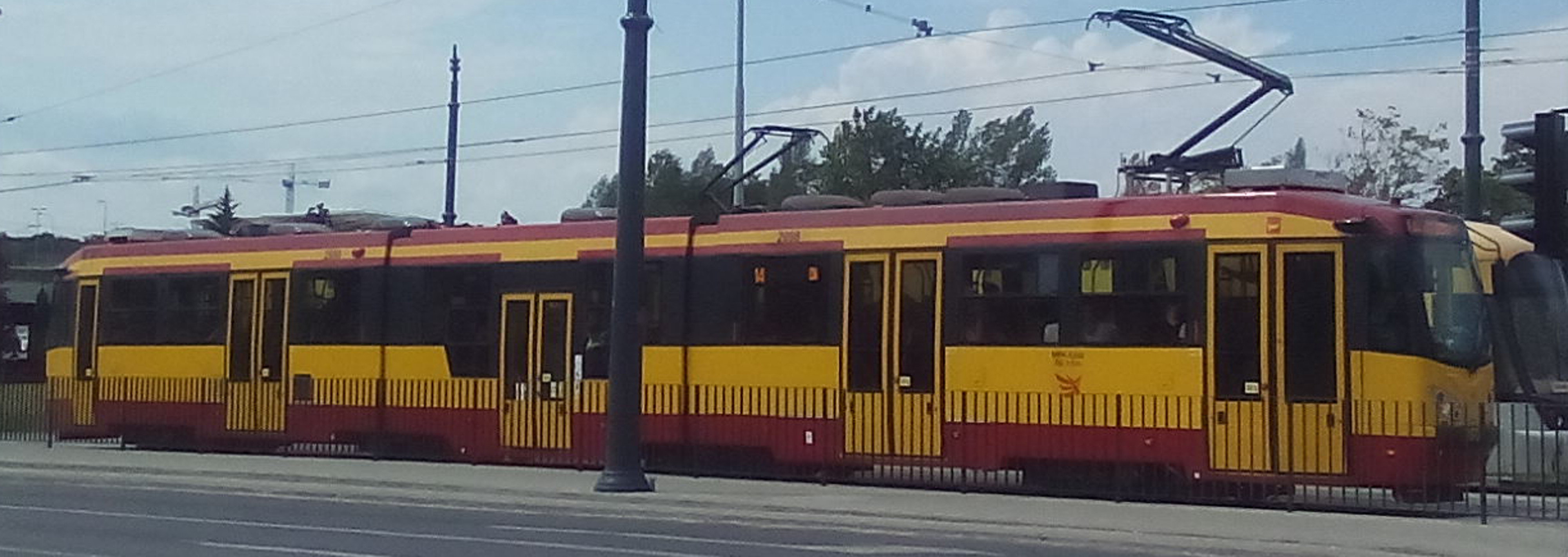
M8CN